# Gmina Piszczac
Die Gmina Piszczac ist eine Stadt-und-Land-Gemeinde (gmina miejsko-wiejska) im Powiat Bialski der Woiwodschaft Lublin in Polen. Ihr Sitz ist die gleichnamige Stadt mit mehr als 3000 Einwohnern. Zum 1. Januar 2024 erhielt Piszczac seine zum 13. Januar 1870 entzogenen Stadtrechte wieder, wodurch die bisherige gmina wiejska (Landgemeinde) zur gmina miejsko-wiejska wurde.

## Gliederung
Zur Stadt-Land-Gemeinde Piszczac gehören folgende 20 Ortschaften mit einem Schulzenamt:
Chotyłów
Dąbrowica Mała
Dobrynka
Janówka
Kolonia Piszczac I
Kolonia Piszczac II
Kolonia Piszczac III
Kościeniewicze
Nowy Dwór
Ortel Królewski Drugi
Ortel Królewski Pierwszy
Piszczac
Piszczac-Kolonia
Połoski
Połoski Stare
Popiel
Trojanów
Wólka Kościeniewicka
Wyczółki
Zahorów
Zalutyń
Weitere Orte der Gemeinde sind:
Borowe
Chmielne
Czworaki
Hulcze
Ogrodniki
Parcela
Piszczac Drugi
Pod Torem
Podpołoski
Połoski Nowe
Puhary A
Ratarków
Wołoszki
Za Torem